# Яраймахі
Яраймахі (рос. Яраймахи) — село Акушинського району, Дагестану Росії. Входить до складу муніципального утворення Сільрада Бургімакмахінська.
Населення — 149 (2010).